# SPACE BATTLESHIP ヤマト
『SPACE BATTLESHIP ヤマト』（スペース・バトルシップ ヤマト）は、2010年の日本映画。アニメ作品『宇宙戦艦ヤマト』の初の実写版映画である。2010年12月1日公開。キャッチコピーは「必ず、生きて還る。」
「宇宙戦艦ヤマトシリーズ」中、唯一の実写版映画である。

## 概要

### 製作と制作
往年のアニメ『宇宙戦艦ヤマト』を実写化するという企画・構想案をTBSが立案。約5年かけてセディックインターナショナルと、西﨑義展の養子であるエナジオの西﨑彰司の協力の下、西﨑義展の許可を得て2009年10月3日に正式に製作発表された。
監督は山崎貴、主演にはSMAPの木村拓哉が起用された。木村は子供のころに原作のファンであり、自身も出演するテレビ番組『SMAP×SMAP』内でも『ヤマト』のパロディで古代進を演じている。上記の正式発表以前から週刊誌には噂レベルの記事が掲載され、木村も自身のラジオ番組での発言に本作品の製作を匂わせていた。
撮影は2009年10月12日より開始され、同年内12月29日にキャストによる撮影のほぼすべてが完了した。公開までの残り約1年をかけ、素材撮影・全体の80%に及ぶVFX部分を制作した。

### 内容
基本的なストーリーは「宇宙戦艦ヤマトが地球滅亡の危機を救うため、宇宙の彼方にあるイスカンダルへ旅立つ」という『宇宙戦艦ヤマト』（第1作。特に『劇場版〜スターシア死亡編』）の展開に沿っている。『宇宙戦艦ヤマト』の生みの親の1人である松本零士の参加以前の「ラジェンドラ星」版ヤマトの他、『さらば宇宙戦艦ヤマト 愛の戦士たち』や『宇宙戦艦ヤマト 完結編』もモチーフにしている。特に後半は『さらば』の要素が強く（主要メンバーの多くが壮絶な戦死を遂げる）、最終シーンには『完結編』の要素が加わる。
地球側の登場人物も基本的にアニメ版に準拠しているが、一部の人物は性別や職務が変更されている。戦闘シーンは3DCGで表現され、メカニックデザインを実写用にアレンジしている。また、敵のガミラス側は設定もメカニックデザインもアニメ版から大幅に変更されている。

### 公開
2010年1月1日よりテレビCM、新聞広告、劇場ポスターによる宣伝、公開日の告知が開始された。東宝曰く「2010年を『ヤマトイヤー』にする」とのことで、元日のみで1億の宣伝費をかけているという。
また、2010年6月には原作同様36周年をむかえるハローキティとのコラボレーションが決定。同年7月3日より発売の前売り観賞券第1弾の特典として限定5万枚にヤマトのバトルスーツ（制服）を着たキティ（戦闘班）とダニエル（技術班）の携帯ストラップのどちらかが付くほか、サンリオピューロランドにて同年8月から約1か月に渡って映画PRの特別ショーが開催された。前売り鑑賞券第2弾の特典は、ヤマト／古代進（木村拓哉）のクリアファイルであった。
タイトルに英語を取り入れているのは、海外進出を視野に入れているためである。2010年12月31日から台湾で公開されたのを皮切りに、香港・タイ・シンガポール・フランス・ドイツほか13か国での公開が予定されている。
全国440スクリーンで公開され、2010年12月4日・5日の週末2日間の動員が41万2129人で興収5億2821万5150円、12月1日 - 5日の累計動員は79万1012人で累計興収が9億4399万5550円となり、映画観客動員ランキング（興行通信社調べ）では『ハリー・ポッターと死の秘宝 PART1』などを抑え、初登場第1位であった。
なお、本作品公開前の2010年11月7日には、『宇宙戦艦ヤマト』の生みの親の1人である西崎義展が「YAMATO」という船から転落して事故死している。1年前の2009年12月には、西崎監督作の劇場版アニメ『宇宙戦艦ヤマト 復活篇』が257館で公開されて最終4億円という結果だった。
2012年4月11日にはTBS系で地上波初放送された。視聴率は7.9%。

## ストーリー
西暦2199年、地球は謎の異星人「ガミラス」の攻撃で滅亡の危機に瀕していた。ガミラスの遊星爆弾による攻撃で海は干上がり、地球上の生物の大半は死滅した。残された僅かな人類は地下都市を建設してガミラスの攻撃に耐えていたが、地下にまで浸透してきた放射能によって人類の滅亡まであと1年余りに迫っていた。
地球防衛軍は残された戦力を火星星域に集結、最終決戦に挑むも旗艦1隻を残してあえなく全滅した。その数日後、地球上に謎のメッセージカプセルが落下、付近にいたサルベージ業者・古代進によって発見された。そこに記されていたのは、波動エンジンの設計図とイスカンダルの正確な座標であった。地球防衛軍は、「カプセルの送り主には、地球を救う放射能除去装置を渡す意思がある」と公表し、その情報を基に最後の地球脱出用船宇宙戦艦ヤマトを改造し、イスカンダルへの派遣を決定した。

## 登場人物
- ☆のついたキャラクターは、原作では男性で、今作では女性に変更されている。
- 戦闘班は白地に赤矢印、航海班は白地に緑矢印、技術班は白地に青矢印、機関班は白地にオレンジ矢印のジャケットという原作を踏襲し統一されている。一方、ブラックタイガー隊は男女別で、男性パイロットは黒地に黄色矢印のジャケット、女性パイロットは黄色地に黒矢印のジャケットを着用（男性は原作を踏襲、女性は生活・通信班を基にしている）。また、空間騎兵隊は黒の戦闘服（原作は緑色）。そして、今作で初登場の班・整備班はオレンジ色のツナギを着用しており、格納庫だけではなく機関室にも詰めている（原作では艦載機の整備はブラックタイガー隊が行っている）。生活班隊員のユニフォームは航海班に準ずる。通信担当は航海班に組み込まれている。

### ヤマト乗組員

#### 第一艦橋勤務
古代進 - 木村拓哉 ・（幼少期）大江駿輔
ヤマト戦闘班班長、後に艦長代理を兼任（原作とは異なり、進本人は艦長代理を拒否したため、艦長命令で就任している）。戦闘指揮全般、艦載機指揮および主副砲、波動砲発射を担当。コスモゼロのパイロットでもある（機体番号はCZ1）。2166年10月31日生まれ、血液型A型 。
かつて古代進は遊星爆弾を除去していた、「チーム古代（ラグランジェ基地所属）」とも呼ばれるコスモゼロ隊のエースであった。チーム古代は左上腕部の三本線に特製のワッペンを付けており、進のほか加藤、山本、古屋、杉山、飛田がおり、雪も少しの間だけ所属していた。しかしある日、自分が攻撃して進路を変え、地球への直撃を防いだ遊星爆弾が流れ弾同然にスペースブリッジ（第2宇宙ステーション）を直撃して壊滅させたことで、同地で働いていた両親が死んだ上、妊娠中の島の妻も巻き込まれたことで失意のうちに除隊。その後は民間のサルベージ業者として地表でレアメタル回収を行い、地下都市で生活をしていた。そのために冒頭の部分の字幕やサウンドトラック盤のタイトルで進は「薄汚れた男」と表現されている。
レアメタル回収中にイスカンダルシップ墜落に巻き込まれ、その際に防護マスクが取れて高濃度の放射能に侵された外気にさらされたにもかかわらず何の害もなく（アナライザーの放射能測定は安全レベルの緑を表示していた）近くに落ちていた通信カプセルを拾ったことが、すべての始まりである。
兄の死後に藤堂の記者会見のテレビ放送を地下都市の街頭テレビで見て地球防衛軍最後の宇宙戦艦を放射能除去装置を受け取るべくイスカンダルへ派遣することを知り、沖田の人物像を確かめるため、そして緑の地球をもう一度見るため、復隊して乗艦し、惑星間ミサイルに対抗して緊急発進を行った際最後の宇宙戦艦ヤマトの正体が、レアメタル回収時に地上で見慣れていた戦艦大和そのものであることを知る。右腰にアナライザーユニットを常に装備している。作戦行動に入る時には手袋を装着している。命令を無視して雪を助けに行ったり、デスラーに乗り移られた斉藤をパルスガンで撃つなど行動力があり（徳川機関長曰く「熱くて無茶で、でも冷静」）、その時に助けた相手には「これで貸しひとつね」と軽く言っている（後に、斉藤はガミラス中枢突入の際に「これで借りは返したぞ」と言い、雪は（小説版2冊で）ヤマト脱出の際に「まだ返していない借りがある」と言っている）。沖田艦長が兄を見捨てたと思い彼に反発しつつ仲間（部下）を見捨てないという強い思いがあったが、艦長代理としてヤマト爆発を防ぐために安藤ら6人がいる第三艦橋の切り離しの命令を雪に下した際に艦長（指揮官）の重圧と責任を思い知り、沖田に絶大な尊敬と信頼感を持つようになり、彼の思いを信じてイスカンダル（ガミラス）上陸を敢行する。その際には、先発したコスモゼロを巧みに操りヤマトと協力して敵の防空システムを無力化している。
地球帰還直前、デスラーの逆襲から愛する人と地球を救うために決意を固め、ヤマトと共に最終決戦に向かう。その最期は『さらば』での進本人より、『完結編』での沖田に近い。
沖田十三 - 山﨑努
ヤマト艦長。
本作品では容姿こそ原作に準じているものの、艦長帽を外す場面が大幅に増えている。
かつて宇宙艦隊司令として火星域でガミラスと決戦交戦するも、自分が乗る旗艦1隻と戦闘機4機を残して艦隊が全滅して敗退している。通信カプセルと古代進に起きた現象から通信カプセルの情報に放射能除去装置の情報を付け加える。原作同様に病を患っており（病名は「宇宙放射線病」かは不明）、トローチ状の錠剤を常時服用している（そのため、随時噛んでいる表情が多い）が、重症化のため徐々に効かなくなってきている。しかし、わずかな可能性を信じ、病を押して宇宙戦艦ヤマトを指揮してイスカンダルへ向かう決意をする。徐々に体が弱ってきたため、もともとヤマトを託すつもりであった古代守と同じ資質を持つと見込んだ彼の弟である進を艦長代理に任命する。地球帰還直前に天寿を全うする。このシーンは原作『パート1』と同じ。
2199年8月21日、火星星域戦で駆逐艦「ふゆづき」の航海士だった息子・良太郎（- 二階堂智）を亡くしており、彼と一緒に写った写真を大切に持っている。他にも対ガミラス戦争で命を落とした戦友や部下たちの写真を多く持っており、小説版2冊では古代守の写真もある。それらの写真にはいつ（年月日）、どこで亡くなったが書かれている。
徳川機関長によると、若いころは「熱くて無茶で、でも冷静」で古代守・進兄弟にそっくりであった。
雪、真田、相原、斉藤（空間騎兵隊）、は火星星域戦ですでに沖田の下で戦っており、佐渡も艦医として搭乗していた（原作では、ヤマトで初顔合わせをしており、斉藤たちに至っては登場作品が違うため面識がない）。
島大介 - 緒形直人
ヤマト航海班班長で天才的な操縦テクニックでヤマトの航行を行う航海士。
親友の古代進とはコスモゼロ隊の同期で、遊星爆弾迎撃にも共に参加しており、進ほどではないが迎撃の腕前はかなりのものであった。遊星爆弾の事故のあと、進と同じく仕事を変えていたが、家族のためにヤマト乗艦を志願する。雪に進の過去（遊星爆弾の事故）を教えている。地球に妻と息子の次郎を残している。任務中にも結婚指輪をはめている。原作では沈着冷静だったが、今作では喜怒哀楽がやや大きい。最終決戦直前、進と共にヤマトに残ろうとするが、進に説得されて脱出用カーゴの操縦をする。
ノベライズ版では、妻は遊星爆弾の事故のため、次郎の出産前後に亡くなっている。
真田志郎 - 柳葉敏郎
ヤマト技術班班長（技師長）で地球防衛軍の優秀な科学者でもある。
沖田艦にも乗艦しており、回収した通信カプセルの解析も彼が行った。また、ヤマトではイスカンダル（ガミラス）から発射されたミサイル、（小説版2冊では）ヤマト艦内で倒したガミラスの破片の分析も行っている。古代守とは同期の戦友で、守の弟である進を実の弟のように思っていた。沖田の方便にはうすうす感づいていたようであるが、進に賛同してガミラス上陸に同行する。イスカンダル遭遇後に進と雪にヤマトと地球を託し、加えて進に「俺はお前を弟のように思っていた。立派な艦長になるんだぞ」と自らの思いを伝えて脱出させ、自分は中枢部破壊のためガミラスに残り、爆破セット完了後に体中に銃弾を浴びながらも爆破スイッチを押し自爆した。真田の死に際は『さらば』とほぼ同じ。「慌てず急いで正確に」が口癖。
ノベライズ版では、真田の家族も遊星爆弾で亡くなっており、また、ガミラス、イスカンダルへの質問も真田がしていた（本編では主に進が質問している）。
演じる柳葉敏郎の容姿はアニメ版の真田志郎に似ており、柳葉はヤマトのオファーが来た瞬間に真田役だと分かったとインタビューで語っている。
南部康雄 - 矢柴俊博
ヤマト戦闘班副班長。
眼鏡を着用する点は原作と同じだが、今作では短髪で不精ひげを生やしており、ルックスが大きく異なる。気弱だが、慎重かつ優秀で、進や沖田と比較すると無茶や無謀な行為とは無縁の人物。コスモゼロ出撃で進が不在時には、戦闘の指揮を執っている。
デスラーとの最終決戦時、進の質問から一同の中で最初に彼の決意、そして決戦方法に気付いた。
相原（☆） - マイコ
ヤマト航海班で通信全般・索敵・情報解析を担当し、原作での雪と太田の役割を兼任。 航海班所属のため、原作とは違って白地に緑矢印のジャケットを着用。
全乗組員の地球との交信の際はその管理を行っていた（原作では雪が担当）。沖田艦にも乗艦していた。
太田 - 大和田健介
ヤマト技術班で第一艦橋最年少の操縦士。
南部と絡むことが多い。真田亡き後は、第一艦橋で彼に代わって任務についていた。原作では航海班で島の部下である副班長を務めている。
第一艦橋には他、航海班の佐々木（ - 原田佳奈、原作未登場）という通信補佐の女性隊員がいる。
第一艦橋の席次は最前列右より島、進、南部、右舷前方より相原、佐々木、左舷前方より太田、真田、そして後方中央に沖田である。進（戦闘班）には南部、島（航海班）には相原と佐々木、真田（技術班）には太田がそれぞれ補佐についている。航海班は作戦行動中にヘッドセットを装着している。
ノベライズ版でも第一艦橋には8人がいる（名前が確認できるのは、沖田、進、島、真田、相原、南部の6人）。

#### ブラックタイガー隊
森雪 - 黒木メイサ
ヤマト戦闘班 ブラックタイガー隊隊員で新鋭機コスモタイガーを駆るエースパイロット。機体番号はBT1（ノベライズ版ではブラックタイガー077号機）。
男勝りな性格で、腕っ節も強く沖田に突っかかる進や自分に殴りかかってきた古屋を一撃している。憧れて入隊したにもかかわらず、ほぼ同時に除隊し自らが参戦していた火星星域戦に参加しなかった進に強く反発していた（ただし、進は先輩（後の上司）なので、一応「さん」付けの敬語で話している）。しかし、被弾した（原作での山本の設定）際に自分を見捨てず命がけで助けに来てくれたことや除隊した経緯を島に聞かされたことがきっかけとなり徐々に惹かれていき、ヤマト爆破を防ぐためとはいえ第三艦橋を切り離して仲間を見殺しにしたことで大きく落ち込んでいたところを進に励まされたことで、2人の気持ちは結ばれる。以後、雪は進に対してキャノピー越しにキスをしたり手をつないでくるなど素直に行動するようになる。ガミラス上陸時にイスカンダルと同化、進と共にガミラスからコスモタイガーで脱出する（同化後、雪はすぐに目を覚ましコスモタイガーの操縦も彼女がしているが、ノベライズ版では気絶したまま進に抱えられて彼の操縦で脱出している）。進とヤマトに残ることを最後まで希望するが、進にパルスガン（最小のレベル1）で気絶させられ、古代守・進兄弟の写った写真を託された後、島に脱出用カーゴに運ばれて地球に帰還。その際、カーゴで目を覚ました雪はヤマトに残る進を見てパニックになり、佐渡や相原に押さえられていた。その後、古代進との間にできた進似の息子を産んでいる。
原作では第一艦橋勤務の生活班班長（看護婦・コスモレーダー担当を兼任）であった。
加藤 - 波岡一喜
ブラックタイガー隊員No.2で元チーム古代の一員。隊のリーダー格であり、ガミラス上陸直前のブリーフィングでは隊員たちに指示を与えている。原作では進に対して（一応組織的には上司であるが）年齢が近い同輩ということで呼び捨てのタメ口だったが、今作では先輩、上司ということがハッキリしているので「さん」付けの敬語で話している。艦内に酒のボトルを持ち込んでいる。
ガミラス上陸時に、進たちをイスカンダルに無事着かせるために地上で空間騎兵隊と共にガミラス兵と戦闘、壮絶な最期を遂げる。死に際は『さらば』とは異なる。
山本 - 斎藤工
元チーム古代の一員。加藤と同じく、進と話す際は敬語を使っている。山本のヘルメットには白線の矢印が入っている。
ガミラス上陸時に、真田たちが乗るカーゴを守るためにコスモタイガーごと敵ミサイルに体当たりする。死に際は『さらば』とほぼ同じ。
古屋 - 三浦貴大
元チーム古代の一員。加藤によく突っ込まれている。なまりがきついが本人は否定している。進に悪態をつく雪に殴りかかるも、逆に一撃されてのびている。原作未登場。
ガミラス星突入直後、敵戦闘機に撃墜されてガミラス星最初の戦死者になる。
他にも、杉山（- 南圭介、原作では戦闘班隊員で『パート1』での冥王星基地攻撃時に戦死している）、飛田（- 上野なつひ、女性パイロット、原作未登場）（共に元チーム古代）や星野（- 東海林愛美、女性パイロット、原作未登場）、根本（- 高味光一郎、原作では戦闘班隊員で『パート1』での冥王星基地攻撃時に戦死している）など複数のパイロットがいる。ガミラス上陸時には、雪と加藤以外は敵戦闘機からの激しい攻撃から真田たちが乗るカーゴを守り全滅、加藤も進たちをイスカンダルに無事着かせるために地上で空間騎兵隊と共にガミラス兵と激しい戦闘を行い戦死、ブラックタイガー隊では雪のみガミラスから生還した。

#### 空間騎兵隊
斉藤始 - 池内博之
空間騎兵隊隊長。体力自慢で近接戦闘では無敵を誇る。
原作に比べ今作では恰幅が一回り細く、髭を生やしているという違いがある。地球には母親（ - 藤田弓子）を残しており、その母親から弾よけのために若宮八幡宮のお守りを持たされている。一時デスラーに体を乗っ取られてしまうが、進がパルスガン（レベル2）で撃ち仮死状態にしたことで元に戻る。「キッツイよなぁ」「キッチィよなぁ」が口癖。ガミラス上陸時に活躍し、進と雪に地球を託して逃がした後に爆破をセットする真田を守るためガミラス兵の銃撃の雨に耐えながら応戦し、最期は弁慶のように仁王立ちの姿で絶命。真田同様、斉藤の死に際も『さらば』とほぼ同じ。
原作では、『さらば』、『宇宙戦艦ヤマト2』に登場。
空間騎兵隊は沖田艦にも乗船しており、収容され放射能洗浄中に逃走し沖田に殴りかかろうとした進を拘束しており、ジュニアシネマ文庫では営倉に収容している。ヤマトでも命令を無視し雪の救助に行ってきた進を沖田の命令で拘束、営倉に収容している。また、志願兵受付時には佐渡の下で受付説明や警備、支給品の配付を行い、ガミラス艦載機が収容された際は真田の下でサンプル回収の作業を行っている。このように、本来の任務である白兵戦、局地戦の他にMPの役割や他の班（生活班、技術班）の手伝いを行っている。進とは上記の流れからあまりいい関係とはいえなかったが、斉藤がデスラーに乗っ取られた時に進に助けられたことをきっかけに一緒に笑いながら酒を酌み交わす仲にまでなる。ガミラス上陸時には、真田と共にカーゴに乗り、地上では上陸用車両に乗ってガミラス兵の猛攻に応戦しながらイスカンダルに向かう。斉藤以外の空間騎兵隊隊員は進、雪、斉藤、真田をイスカンダルに行かせるために加藤と共にガミラス兵に応戦し壮絶な最期を遂げ、全滅する。
隊員は斉藤の他、砂岡（- 宇都隼平、原作未登場）、瀬川（- 廣瀬裕一郎、原作未登場）、山村（- 不明、上陸用車両を運転してガミラス兵に刺し殺される、原作未登場）、隊員（- 橋本望、役名不明）などがいる。

#### 他のヤマト乗組員
佐渡先生（☆） - 高島礼子
ヤマト生活班船医で医療科長。沖田艦長が倒れた後、彼の治療も担当する。
いつも茶虎（虎縞）のミーくんを連れており、一升瓶も持ち歩いている。沖田艦にも乗船しており、収容した進の放射能洗浄を行い彼の兄である守の最期を伝えた。ヤマトの乗組員の受付、名簿確認、支給品の受け渡しを行っていた際に進と再会し、高濃度の放射能を浴びたにもかかわらず元気でいる彼を見て驚き、その場で診察していた。沖田が倒れるまでは、艦内をぶらつくことが多かった。営倉で進に沖田艦長の息子の最期を教えている。また、小説版2冊では沖田艦長の最期を看取っている。
第1作では初老の男性で、おおらかで常識外れな面をもつ人物であったが、今作では女性に変更され、全体的に大人しいキャラクターとなっている。『さらば』で戦死したメンバーで生き残るのは雪と佐渡、ミーくんの2人と1匹である。
徳川彦左衛門 - 西田敏行
ヤマト機関長で波動エンジンの専門家で、出発時、波動エンジンのことを我が子のように「いい子だ」と話しかけていた。
沖田とは古くからの戦友であり、古代守・進兄弟とも旧知の仲で進がよく営倉入りすることを知っていた。進のことを気にかけており、営倉まで様子を見に来ており、その場で後から来た佐渡と3人で酒を酌み交わしている。第一艦橋に原作のような機関長の席はなく、機関室専属勤務である。デスラー艦の攻撃の際、波動エンジンを安定させつつ絶命。死に際は『さらば』とほぼ同じ。
部下として藪機関士（- 水上潤、原作では『パート1』に登場し、イスカンダルで反乱を起こす）がおり、エンジン始動や波動砲発射のときに徳川の補佐をしている。デスラー艦攻撃時に徳川と共に機関室で戦死している。
安藤 - 浅利陽介
航海班第三艦橋クルー。
進とは旧知の仲で、地球との交信後に進と再会し、挨拶の後に彼の背後で仲間2人と両親の話をしていた（ノベライズ版では、交信の前に婚約者の話を進本人にしていた）。ヤマト被弾の際に第三艦橋から救助を求めるが、自爆しようとする敵からヤマトを守るため進の命令により雪の手（BT1のミサイル）で第三艦橋ごと切り離され、他の乗組員5名と共に爆死。原作未登場。
彼らの死は進と雪の心の傷となり、2人が結ばれるきっかけになる。
アナライザー（AN8001/H1000） - 緒方賢一（声）
進が自分の腰（ノベライズ版では右腕）に装備している小型コンピューターに移植した小型分析ユニットAI。本来、進のコスモゼロの拡張ユニットで、コスモゼロから分離・独立して、身長約3mの深紅のボディの戦闘ロボットに変形できる。交信の際に、進はアナライザーに「お前が家族みたいなものだ」と語っている。雪のキャノピー越しのキスの意味を理解しかねており、原作に比べて機械的な部分がある。
ガミラス上陸時、戦闘ロボットとして進たち上陸部隊を守るためにガミラス兵に攻撃。多数のガミラス兵に数で押されて、進に地球を託すメッセージを送り、爆発した。
上記以外に乗組員として、技術班の東田（☆：- 沢井美優、原作では『ヤマトよ永遠に』以降に登場）と西尾（- 村松和輝、原作では『ヤマトよ永遠に』以降に航海班員として登場、ガミラス戦闘機調査時に真田の助手を務める）、整備班の仁科（☆：- 松本まりか、原作では『III』以降に戦闘班員として登場、佐渡にワープの説明をしている、左胸のネームに「M.NISHINA」とある）と赤城（- 日野誠二、原作では『III』以降に機関士として登場、初ワープ時、ブラックタイガー隊との打ち合わせ中に、雪にコスモタイガーBT1の出撃準備を依頼される、左胸のネームに「S.AKAGI」とある、Blu-ray、DVDの字幕では「赤木」となっている）といった原作由来のキャラクターが随所に登場している。
他、原作未登場のキャラクターとして戦闘班の島田（- 杉浦文紀）、整備班の高垣（- 寿大聡、古代のコスモゼロを担当、左胸のネームに「C.TAKAGAKI」とある）や航海班隊員（- 小山弘訓）、戦闘班隊員（- 高嶋寛、最所美咲）、 生活班隊員（- 梨本泰生、元「沖田艦」医療スタッフ）、生活班隊員（- 田中萌）、機関班隊員（- 上村圭将、岩田知幸）、技術班隊員（- 山根舞）、民間人から志願した隊員（- 照喜名円）（以上9名、役名不明）がいる。

### 地球防衛軍
藤堂平九郎 - 橋爪功
地球防衛軍（国連宇宙局総司令本部を兼任）司令長官。
沖田艦長とは旧知の仲。沖田の提言からヤマトを彼に託し、イスカンダルへの派遣を決定、日本国民に向けて記者会見を開く。ヤマト帰還直前の発言から、放射能除去装置の存在には半信半疑だったようである。
古代守 - 堤真一 ・（幼少期）谷山毅
ゆきかぜ艦長で古代進の兄。2199年8月21日、火星星域戦にて沖田艦を逃がすために沖田、真田の制止を振り切り、自らゆきかぜで盾となって撃沈・戦死する。死に際は『劇場版〜スターシア死亡編』とほぼ同じである。その直前、沖田艦との最後の交信で沖田のことを「司令」ではなく「艦長」と呼んでいる。また、真田とは古くからの親友であり、最後の交信の終わりに言った「真田、後は頼む」が文字通り彼の最期の言葉となった。
「弟の進にレアメタルと交換に食料や酒、薬を渡していた」と噂されているが、真偽は不明である。
対ガミラス戦争前には、青い地球をバックに進とじゃれ合いながら写真を撮る一面を見せていた。その写真は進が大切に持っており、後に雪に託された。
地球防衛軍指令センターには、難波（ - 飯田基祐、司令官、原作未登場）、結城（ - 石川紗彩 、オペレーターで島次郎が通信する際には横に付き添っていた、原作未登場）、オペレーター（ - 大塚麻恵、役名不明）などがいる。
「沖田艦」艦橋には真田、相原の他、本庄（- 柳東士、戦闘指揮、原作未登場）、井之上（- 山林真紀、操縦士、原作未登場）がいたが、ヤマトに搭乗したかは不明である。
藤堂や地球防衛軍指令センター勤務の将兵は、ヤマトを含む宇宙艦艇乗組員と比較して現代の軍人に近いデザインの、茶色を基調とした軍服を身に付けている。

### 民間人（日本国民）
島次郎 - 青木綾平
原作では島大介の弟だったが、今作では5歳の息子。
出産時の状況が原因で言葉が不自由になってしゃべることができない。ノベライズ版ではその上、誕生時に母を亡くしている。
ノベライズ版では、預けられた施設から追い出されて路上で過酷な生活を送っており、登場シーンは本編よりかなり多い。
交信の際にはキーボードを使って「パパがいないと寂しい」と言って甘えていたが、ノベライズ版では過酷な現状を隠して、手話で「がんばれ」と伝えて気丈に振舞っている。
藤堂の会見を取材する記者 - 天川真澄、田村直子
男A - 田中要次
地下都市で古代進と同室だった男。地球の未来に絶望し、酒に溺れていたが同じく同室の「男B（ - 須田邦裕）」が語った古代守の噂話に反応して、進に「俺にもこ狡い兄貴を紹介してくれよ」といった古代守の悪口や横流しの依頼などの無駄口を叩いて殴られた。

### 異星人
デスラー / ガミラス - 伊武雅刀（声）
地球を汚染する遊星爆弾で攻撃をする謎の異星生命体。
ガミラス戦闘機や人型のガミラス兵のような鉱石質の体（一種のバイオスーツ、字幕やサウンドトラック版でのタイトルでの呼称はガミラスロイド）を持つが、本体はクリスタル状鉱石質生命体で意思集合体である（ノベライズ版では真田が人型のガミラス兵を「ガミラスボーグ」と名づけている）。生命反応はあるが装着時には検知されない。人間に乗り移り、操ったり記憶（潜在意識）を調べることができる。ガミラスは地球側がつけた名称で自身はデスラーを名乗った（地球人の発音としては「デスラー」と認識されるが、ノイズがかかっていて聞き取り不能で正確には発音できない ）。滅ぼうとしている母星に代わって地球を移住先にするために、遊星爆弾で環境改造を行っており、人類自体は排除すべき存在としている。
正確には意思集合体の側面のひとつであり、種族全体・意思集合体全体が地球への移住を選んだわけではなく、母星と運命を共にすることを選んだ側面（イスカンダル）も存在している。斉藤に乗り移った際に、自分たちは「個であり、全体である」といい、聖書の言葉「アルファであり、オメガである」を引用している。
真田、斉藤による決死の中枢（動力炉）爆破により、星が大破しガミラスのほとんどが滅んだが、わずかな生き残りがデスラー艦で地球を滅ぼそうとする。
ガミラス（デスラー）は相互理解が完全にできない存在として登場している（原作では共感しあえる部分もあった）。ただし感情のようなものはあり、ヤマト第一艦橋に現れたデスラーは「我々は決して屈辱を忘れない種族だ」と語っている。その際、人間の形になっており、顔の形は原作のデスラーに近い。
イスカンダル - 上田みゆき（声）
ガミラスと同じ種族の別勢力。クリスタル状鉱石質生命体の意思集合体の別の側面。ガミラスとは表裏一体の存在。母星から脱出して生き延びることを選んだガミラスとは異なり、母星と運命を共にすることを選んだ意思。ノベライズ版では「（ガミラスも）イスカンダルもデスラーという一つの意識集合体の表と裏を成すものに過ぎない」、本編では「ガミラスとイスカンダルはコインの表と裏のような存在」と言っている。
ガミラスのように人間に乗り移ることができ、乗り移られた相手はその間のことを覚えている。イスカンダルもガミラス同様に地球側がつけた名称である。
ガミラスによって幽閉されるも、残った力で地球に通信カプセルと放射能除去能力を持つ自分たちの一部を託したイスカンダルシップ（地上で大破）を送り、ヤマトをイスカンダル・ガミラスまで導く。イスカンダルに到達した森雪に乗り移り、進たちにイスカンダルとガミラスの真実を伝えた後、放射能除去装置の代わりとして雪と同化する。
放射能除去だけではなく大気の成分をコントロールする能力も持っている。
原作でのスターシャ（『パート1』）、テレサ（『さらば』）の設定を基にしている。
斉藤にガミラスが乗り移った際には斉藤は内部で激しく抵抗しており、強制的な感があるが、イスカンダルが雪と同化したときにはスムーズに行っており、強制的な感はない。雪はコスモタイガーの中からイスカンダルの方角を見た時に「きれい」と反応し、直接対峙した時にはイスカンダルに導かれて触れると同時に同化している事項から、自ら同意して同化していった感がある。また、ガミラスの場合には斉藤自身の意識はないようでガミラス（デスラー）の声のみだが、イスカンダルの場合は、同意の上であるためか、雪自身にも意識があるようでイスカンダルの声と雪の声が同調して聞こえる。

### その他の出演
ナレーション - ささきいさお
友情出演（Director wish to thank）
エキストラ（日本国民の一人） - 須賀健太

## メカニック
ヤマトと艦載機以外は、原作のデザインと大きく異なるものが多く、今作オリジナルデザインに近い。

### 地球防衛軍

#### 大型艦艇（地球防衛軍）
地球防衛軍日本艦 ヤマト
全長 - 534.02m / 全高 - 154.33m / 全幅 - 93.62m / 巡航速度 - 光速の99%まで可能（ワープ時は超光速航行）
イスカンダルを目指す地球防衛軍の最後の宇宙戦艦。元々は一握りの人間を脱出させるために建造されたが、イスカンダルへ向かうために宇宙戦艦へと作り変えられた。イスカンダルからもたらされた未知の設計図により作られた波動エンジンによりワープ航法を可能にしている。武装は主砲の3連装衝撃砲（ショックカノン砲）3基、副砲の3連装パルスカノン砲2基、パルスレーザー砲群（パルスレーザー砲、二段2連装パルスプレット砲、レールカノン砲）、艦首ミサイル6門、側面7連装ミサイル、ロケットアンカー、煙突ミサイル。そして最大の装備は、艦首砲口から波動エネルギーを放つ高出力砲の波動砲であり、強力ではあるものの攻撃後にエネルギー充填に時間が掛かったり、同じエネルギーを使う関係でワープ直後は使用できない欠点を持つ。イスカンダル到着直前にガミラスから攻撃を受けた際に、艦首砲口を塞がれてしまう。
波動砲などの攻撃や操縦は基本的に第一艦橋の各班長の席で行うが、艦長席からも行うことができる。
ワープは体に負担がかかり、最初のワープでは安全ベルトをしているにもかかわらず第一艦橋のメンバー全員が気絶してしまったが、慣れてくると安全ベルトなしでもワープ直後には食事など普通に行動できるようになる。
生存者は地球到着直前には古代進以下37名だったが、デスラー艦の攻撃などで、最終的に地球に無事生還したのは13名となる（島が生存者12名と共に脱出すると述べている）。メンバーは島、雪、佐渡（＋ミーくん）、南部、相原、太田、佐々木ほか6名（戦闘班・島田、技術班・東田と西尾、整備班・仁科と赤城の5名が確認できる ）。
沖田艦（M-2174-1型 旗艦260号）
全長 - 286.80m / 全高 - 50.65m / 全幅 - 72.39m
地球防衛軍宇宙艦隊旗艦。武装は2連装衝撃砲（ショックカノン）5基、4連装レールカノン砲4基、2連装パルスレーザー砲4基。沖田が艦長の旗艦で、火星星域戦で唯一帰還した艦船。沖田のほかに雪、真田、相原、斉藤（空間騎兵隊）、佐渡が乗艦している。原作とは異なり、主砲にフェイザー砲ではなく、ヤマトと同じ衝撃砲（ショックカノン）を装備しているが、ヤマトの物より威力はだいぶ劣る。
ノベライズ版での名前は「えいゆう」。
駆逐艦 ゆきかぜ（M-2188-1型 宇宙艦隊突撃駆逐艦）
全長 - 209.03m / 全高 - 44.72m / 全幅 - 78.89m
地球防衛軍宇宙艦隊駆逐艦。武装は2連装衝撃砲（ショックカノン）2基、2連装粒子ガトリング砲8基、長距離ミサイルポッド8門、8連装宇宙機雷射出ポッド8門、側面ミサイル18門2基、宇宙魚雷ポッド24基。古代守が艦長で、火星星域戦で沖田艦を逃がすために自ら盾となり撃沈。
艦首は原作通りのデザイン、艦尾は原作2作目に登場したアンドロメダに似ている。
宇宙戦艦 きりしま
地球防衛軍宇宙艦隊宇宙戦艦。火星星域戦で轟沈。
駆逐艦 ふゆづき
沖田艦長の息子が航海士として乗っていたが、火星星域戦で撃沈。
地球防衛軍宇宙艦隊はガミラスが襲来してから5年ほどはその侵攻を防いでおり，数に押されつつも防衛軍所属艦の攻撃および防御の能力は十分有効であったらしい。最終的に圧倒されたのは劇冒頭の火星星域戦において「ガミラス艦の強度が以前のデータと異なっています（強度が増している）」というセリフにあるとおり、「ガミラス兵器が徐々に学習・成長して地球兵器を凌駕するまでになった」からである。
本編では「やはぎ」、「あかしも」、「はまかぜ」など、ノベライズ版では「いそかぜ」「はつゆき」「ひえい」「しらつゆ」などが地球防衛軍宇宙艦隊（ノベライズ版では地球連合艦隊）に所属していたが、火星星域戦ですべて撃沈された。

#### 艦載機・陸戦車両
コスモゼロ
全長 - 15.32m / 全高 - 3.68m / 全幅 - 13.82m / 空虚重量（重量） - 15950kg / 乗員 - 1名（2名乗ることも可能）
古代進の搭乗機であるヤマト艦載機。2194年ロールアウトのコスモツーナインの後継機種。2機のみ現存。パラレルスイングバーニアにより高い運動性能を持つ。またステルス機能を搭載しているが、2199年時点では対ガミラスにはすでに効果はなくなっている。ただし、それはエンジンエネルギーを感知されるためで、エンジンを切っていればステルス機能は有効である。オプションでアナライザーユニットを搭載でき、機体を2ツ折にした変形やアームの使用も可能。また、ターゲティング機能により自らが捕捉した敵の情報を味方に転送可能。
コスモタイガー（エクストラ・アームド・オプション仕様）
全長 - 15.52m / 全高 - 2.76m / 全幅 - 10.33m / 空虚重量（重量） - 14870kg / 乗員 - 1名（2名乗ることも可能）
ブラックタイガー隊配備のヤマト艦載機。コスモパンサー後継機。対ガミラス用にステルス機能を廃し戦闘性能を重視した機体。ヤマトに転属となるラグランジュ基地所属のブラックタイガー隊は黒と黄色のカラーリングで、エクストラアームブロックオプションを装備。また、コスモゼロと同じくターゲティング機能を有し、主に味方戦艦の砲撃時に、敵をロックオン（ターゲット・ロック）するのに用いられる。
全体的なデザインは原作のブラックタイガーに似ている。
カーゴ（装甲輸送機 C-2101 Leonne Type-Y）
全長 - 14.5m / 全高 - 5.07m（ウィングティルト時） / 全幅 - 9.71m / 本体乗員 - 6名（コクピット2名、退艦時は13名が乗船している）
ティルトウィングタイプのVTOL機。イスカンダル上陸作戦時は強化装甲が施された。ヤマト退艦時にも使用している。
上陸用車両（上陸用装甲車両 NIXSUM-3500TH）
全長 - 7.64m / 全高 - 2.53m（荷台部含） / 全幅 - 4.00m / 乗員 - 1名（操縦席）
空間騎兵隊の18輪多目的装甲車両。ガミラス耐性合金装甲で急造し、イスカンダル上陸作戦時に使用。

#### 銃器
パルスガン
地球防衛軍の白兵戦用非殺傷武器でブラックタイガー隊を含む戦闘班が装備している。サイズや形状は現在の拳銃と似ているが、エネルギーを纏った弾丸を相手に撃ち込む物で、火薬の類は用いない。動力はヤマト以前の宇宙戦艦のメインエンジンや、ヤマトの補助エンジンに使われているユニットを小型化したジェネレーターである。護身用のサイドアームとして使われている模様。エネルギーのレベル調整で発砲時の威力を変えられるが、レベル1は最小であるが人間を短時間気絶させることができ、レベル2は斉藤の言葉によると熊のような猛獣に使うのが普通であり、劇中にその状態で撃たれた斉藤は仮死状態になっている。また、終盤の描写からレベル3も存在するのが確認できる。
アサルトライフル（型名AKH-01パルスブレッド重火器）
地球防衛軍の白兵戦用武器。劇中では主に空間騎兵隊の標準装備として使われ、後半のイスカンダル上陸作戦では古代進をはじめとする作戦参加者もこれを装備して臨んだ（その際、真田技師長の手により威力強化がなされている）。発砲シーンの描写は火薬を使用しているように見えるが、動力はパルスガンのそれと同一の物を多段アレイ化して破壊･貫通力を高めた物であり、弾倉には高密度パワーブレッドが装填されている。また、スリングと夜間戦闘用のライトが備え付けられている。
その外見は実在するアサルトライフルのH&K G36やH&K XM8に似ている。
軽機関銃
地球防衛軍の白兵戦用武器。アサルトライフル同様、空間騎兵隊の標準装備として使われている。色や素材はアサルトライフルと同様で、使用弾薬も同じであるが、銃身長がアサルトライフルよりも長く、弾倉も大きい。後半の戦闘では斉藤がアサルトライフルと軽機関銃の2丁撃ちを行っている。

### ガミラス・イスカンダル
全て地球防衛軍の便宜上の名称。ガミラスは敵の武器に対し学習し対応できる能力を持つ。また、武器だけではなく戦術も進化しており、ガミラス（イスカンダル）到達時の会戦では一斉攻撃により戦艦への砲撃や艦載機の出撃（ターゲティングによる、戦艦砲撃時のロックオン（ターゲット・ロック））を防ぎ、惑星間ミサイルのアンカーの砲口封鎖により波動砲を使用不能にするという初期の攻撃（ターゲット・ロックによる戦艦砲撃、波動砲）に対応した戦術を採っている。

#### 大型艦艇（ガミラス・イスカンダル）
ガミラス デスラー艦
全長（推定） - 2km / 全高（推定） - 2.8km / 全幅（推定） - 3.5km
地球目前にワープし、ヤマトを攻撃して戦闘能力を奪った後、超兵器ガミラスミサイルを発射し、地球を滅ぼそうとする。
ガミラス空母
全長（推定） - 700m / 全高（推定） - 250m / 全幅（推定） - 910m
ガミラス戦闘機を搭載した空母らしき艦。両翼がワープエンジンと推定される。
昆虫かコウモリを思わせる有機的なデザインで、後部から下記の戦闘機を送り出す。
ガミラス戦艦
全長（推定） - 430m / 全高（推定） - 140m / 全幅（推定） - 280m
ビーム状のエネルギー攻撃が可能な戦艦らしき艦。艦隊的連携も行っている。学習・対応能力によって、火星星域戦の時点では沖田艦をはじめとする地球防衛軍宇宙艦隊の衝撃砲（ショックカノン）から直撃弾を受けても、無傷同然だった。

#### 艦載機・小型機
ガミラス戦闘機
全長 - 7.02m / 全高 - 4.03m / 全幅 - 10.36m / 重量 - 3196kg
追尾ミサイルやエネルギー弾で戦闘機的行動をとる機体。鉱物的な組成で構成されている。空母を失った際には、自ら体当たり攻撃を敢行している。電波を発信して位置を知らせることもできる。
ステルス機
ヤマト第三艦橋にアームを展開して張り付き、ヤマト諸共自爆しようとする。レーダに映らないステルス機能を持っている。
デザインや設定は原作のドメラーズ2世に近い。
通信カプセル／イスカンダルシップ
2199年8月ごろ火星星域戦終戦直後に、イスカンダルから地球に向けて届けられた通信カプセルで、民間のサルベージ業者だった古代進がそれを目撃、遭遇し、放射能防御マスクを失いながらも拾い上げ、その後、彼を収容した沖田艦の真田の元に届けられ分析された。放射能除去の能力を持つイスカンダルのかけらが通信カプセルに封入されている。
カプセルに記録されていたのは、波動エンジンの設計図とイスカンダル（ガミラス）の座標だけであり、放射能除去装置の話はその能力による古代進の体験から万に1つの可能性に賭けた沖田の方便である。
形状は、原作でのサーシャの脱出カプセルや通信カプセルをデザインの基にしている。
イスカンダルシップはその通信カプセルを地球に運んだ船で、地球に到達した時に通信カプセルを射出し大破した。

#### 大型兵器
惑星間ミサイル
地球宙域に突如出現し、ヤマトに向かってきた大型ミサイル。大気圏突入時に弾頭が四方向に展開する。
全体的には植物の球根またはニンニクのような有機的デザインで、ヤマト発進時に波動砲で撃破したが、沖田は「早々にこちらの手の内を見せてしまった」と若干の後悔の念を発していた（藤堂長官は「やむを得ない。今はヤマトの無事を祝いたい」と安堵していた）。後に沖田の心配は現実のものとなり、ガミラス（イスカンダル）到達時の会戦にはガミラスは波動砲口を塞ぐアンカー（『パート1』におけるドリルミサイルと『完結編』におけるボルトヘッドプライマーの役割）を装備・発射するまでに成長していた。また、物語終盤でデスラー艦から地球に向けて放たれたガミラスミサイルは、この惑星間ミサイルが発展・巨大化したものである。
遊星爆弾
ガミラスの地球攻撃用爆弾。地上を放射能で汚染し、草一本生えないクレーターだらけの荒野へと変えた。2199年時点ではガミラス戦艦同様に強固ではあるが、戦争が始まったばかりのころは小型戦闘機の攻撃で破壊したり、進路を変えることができ、地球への直撃を防ぐことが十分可能だった。
ガミラス中枢の動力炉からエネルギーを太陽系に転送したものが遊星爆弾であると真田は分析している。

## スタッフ
- 原作 - 西崎義展
- 監督・VFX - 山崎貴
- 脚本 - 佐藤嗣麻子
- 音楽 - 佐藤直紀（原曲 - 宮川泰「宇宙戦艦ヤマト」「無限に広がる大宇宙」）
- 製作統括 - 信国一朗
- 企画 - 中沢敏明、濱名一哉
- エグゼクティブプロデューサー - 飯島三智、阿部秀司、市川南
- プロデューサー - 東信弘、山田康裕、石丸彰彦、安藤親広
- ラインプロデューサー - 竹内勝一
- 撮影 - 柴崎幸三
- 照明 - 吉角荘介
- 特機 - 奥田悟、小山田昌弘
- 録音 - 鶴巻仁
- 美術 - 上條安里
- 装飾 - 中澤正美、龍田哲児
- 編集 - 宮島竜治
- VFXディレクター - 渋谷紀世子
- 音響効果 - 柴崎憲治
- キャスティング - 北田由利子
- 助監督 - 山本透
- 製作担当 - 金子堅太郎
- VFXプロダクション - 白組
- 映像制作 - 東宝映像美術
- 企画プロダクション - セディックインターナショナル
- 制作プロダクション - ROBOT
- エンディング曲 - スティーヴン・タイラー －「LOVE LIVES」
- 製作 - 「SPACE BATTLESHIP ヤマト」製作委員会（TBSテレビ・セディックインターナショナル・東宝・ROBOT・ジェイ・ドリーム・博報堂DYメディアパートナーズ・小学館・毎日放送・中部日本放送・白組・阿部秀司事務所・TBSラジオ&コミュニケーションズ・TCエンタテインメント・TOKYO FM・東北新社・RKB毎日放送・北海道放送・JNN全28局）

## エピソード

### ロケ地
- 地球防衛軍地下ドックは岐阜県揖斐川町の横山ダムの内部、古代のレアメタル採取地である坊ノ岬沖は多治見市の粘土採土場でロケが行なわれた[9]。
- 格納庫の場面は、愛知県田原市伊良湖岬・伊勢湾フェリー「鳥羽丸」にて撮影された。
- それ以外は東京都世田谷区成城・砧にある東宝スタジオで撮影されている。

### カットシーン
DVD、BDの特典ディスク1の「メイキング」より、撮影はされているが本編からはカットされたシーンとして以下の2つが上げられる。
- 藤堂長官が会見場で会見後、沖田に対して「本当によかったんだろうか」と話すシーン。
- 真田の研究室でのガミラス上陸に向けての進の決意表明の後、斉藤が「やってみますか」、島が「全く、人使い、荒いよ」と笑いながら呟くシーン。

また、映画雑誌「CINEMA SQUARE vol.34」に進が艦長代理に任命される直前、佐渡が医者として見守る中、艦長室で真田が沖田にガミラス（デスラー）についての報告をするシーンの写真がある（前の2シーンは部分カットだが、このシーンに関しては全シーンカットされている）。
この3シーンは上映直前発行の小学館ジュニアシネマ文庫版にもある。その他、劇場パンフレットには地下都市で進が銀杏の葉を手にしているシーンの写真が載っている。

### トリビア
ヤマトの食堂（YAMATO DINNING ROOM）の酒類の設定として、サーバーにスコッチ・ウイスキーは「マッカラン」、バーボンは「ジャックダニエル」、梅酒は「チョーヤ 」、ウォッカは「ペルツ」、イタリアン・ワインは「モンテプルチアーノ」、日本酒は「雨後の月（広島県呉市・相原酒造）」、麦焼酎は「いいちこ」などの実在する酒が入れられていることになっている。また、コーヒー用ミルクや塩などのパッケージにも「YAMATO DINNING ROOM」の文字が印刷されている。

## 関連商品

### 書籍
- 涌井学 映画ノベライズ版『SPACE BATTLESHIP ヤマト』 小学館文庫、ISBN 978-4-09-408548-8
- 水稀しま 『SPACE BATTLESHIP ヤマト』 小学館ジュニアシネマ文庫、ISBN 978-4-09-230610-3

### DVD・Blu-ray
2011年6月24日、TCエンタテインメントより発売。
- SPACE BATTLESHIP ヤマト スタンダード・エディション(DVD)
  - 本編ディスクのみ
- SPACE BATTLESHIP ヤマト プレミアム・エディション(DVD)
- SPACE BATTLESHIP ヤマト プレミアム・エディション(Blu-ray)
  - 本編ディスクと特典ディスク1枚
  - 初回限定封入特典（ポストカード型ブック）
- SPACE BATTLESHIP ヤマト コレクターズ・エディション(DVD)
- SPACE BATTLESHIP ヤマト コレクターズ・エディション(Blu-ray)
  - 完全予約限定商品
  - 本編ディスクと特典ディスク2枚
  - 封入グッズ（古代進のドッグタグ(復刻レプリカ)、戦闘班ジャケットタイプ携帯クリーナー付きストラップ、立体フォトカード（2種）＋フォトスタンド、地球防衛軍エンブレム入りパスケース（乗艦証タイプ））
  - 封入特典（ブックレット、100ページを超える（正式には108ページ）絵コンテブック）

DVD、Blu-rayともに発売と同時にレンタルを開始した。
オリコンDVD&Blu-ray（BD）ランキング（7月4日付）によると、発売初週発売DVD約56000枚、Blu-ray約25000枚を記録しともに映画部門で1位となった（Blu-rayでは「踊る大捜査線 THE MOVIE3 ヤツらを解放せよ！ 通常版」を抜いて邦画歴代初週発売1位を記録した）。

### タイアップ
- ファミリーマートでは、映画 「SPACE BATTLESHIP ヤマト」タイアップキャンペーン「ヤマト発進せよ！」を2010年11月2日から開催し、そのキャンペーンの中で木村着用の「古代のドッグタグ」がプレゼントされた。
- ハウス食品では、同社の主力商品であるククレカレー（中辛味）のパッケージに木村扮する古代進の写真を掲げた「SPACE BATTLESHIP ヤマト スペシャルパッケージ」を2010年10月28日から限定発売し、木村着用のユニフォームを応募者の中から抽選で1名にプレゼントされた[注 21] 。また同社の主力スナック菓子オー・ザック（あっさり塩味・磯のり塩）にも前述の古代進パッケージによる限定バージョンを2010年11月15日から発売した。
- 山崎製パンは、映画公開前日の2010年11月30日から期間限定で「SPACE BATTLESHIP ヤマト BIG黒糖パン」という商品名の菓子パンを発売した。
- 神戸屋からは、期間限定で「SPACE BATTLESHIP ヤマト イスカンダル蒸しパン（メロンソーダ風味）」が発売された。

## 受賞歴
- 第29回ゴールデングロス賞 日本映画部門 最優秀金賞[11]
- HIHOはくさいアワード（2010年度）第1位